# Die Herberge (Spielfilm)
Die Herberge ist ein deutscher Kurzfilm von Ysabel Fantou aus dem Jahr 2017. Der Film beruht auf einer wahren Begebenheit bei der ein Rentner-Ehepaar bei einer Rast beim Wandern in ein ehemaliges Wirtshaus einkehrt, bewirtet wird und erst später bemerkt, dass es sich um eine Unterkunft für Asylsuchende handelt. Die Geschichte erreichte bundesweit Aufmerksamkeit. Der Film wurde u. a. durch eine Crowdfunding-Kampagne bei Startnext finanziert.

## Handlung
Ein schwäbisches Rentner-Ehepaar ist auf Wanderurlaub in Bayern. Sie verirren sich auf der Suche nach einer Gaststätte und landen in einem ehemaligen Landgasthof. Ein merkwürdiger Ort. Die Rentner sind verunsichert. Aus gutem Grund: Der Gasthof ist inzwischen ein Flüchtlingsheim. Das bemerken die Rentner aber zunächst gar nicht, denn sie werden bestens bewirtet. Als die Gäste die Rechnung verlangen wird klar, dass es kein Gastgewerbe ist, sondern Gastfreundschaft. Das befremdliche Gefühl weicht Offenheit und freundschaftlicher Annäherung. Und aus der zufälligen Begegnung wird ein Impuls, miteinander loszugehen. Zum Abschied weisen die Flüchtlinge den Deutschen den Weg.

## Rezeption
„Ein Film voller Situationskomik und deutsch-arabischem Sprachwitz.“

Der Film wurde bei den folgenden Filmfestivals ausgezeichnet:
- 11. Fünf Seen Filmfestival
  - 2. Platz / Publikumspreis beim Finale des Goldenen Glühwürmchen
  - Die Herberge – Finalist, Tagessieger Publikumspreis (gewonnen)
- 8. Orscheler Filmfest: Publikumspreis
- 30. Wiesbadener Exground Filmfest: Jurypreis und Publikumspreis 1. Platz
- 31. Schwenninger Kurzfilmfestival: 1. Platz
- 25. Filmtagen Rüsselsheim: 1. Platz